# 古川站 (德島縣)
古川站（日语：／ Furukawa eki */?）是位於德島縣板野郡應神村古川（現時：德島市應神村古川），鐵道省阿波線的鐵路車站（廢站）。此站是建設在吉野川附近，河流的對面岸是德島市區。隨著1935年（昭和10年），吉野川架橋建成，鐵路線延伸至德島站時，此站被廢除。

## 歷史
- 1916年7月1日：阿波電氣軌道此站至撫養站之間開通，此站啟用[1]。當時一般車站。
- 1933年7月1日：被阿波鐵道收購，成為鐵道省阿波線車站[2][1]。
- 1935年3月20日：此站至吉成站之間廢除，此站也被廢除[1]。

## 相鄰車站
鐵道省
阿波線
荒茅－阿波中原

## 注腳
1. 1 2 3  石野哲（編）. . JTB. 1998: 651. ISBN 978-4-533-02980-6 （日语）.
2. ↑  日本《官報》第1944號「鐵道省告示第270號」，1933年6月26日：第747頁。